# Rouvray (Eure)
Rouvray – miejscowość i gmina we Francji, w regionie Normandia, w departamencie Eure.
Według danych na rok 1990 gminę zamieszkiwało 111 osób, a gęstość zaludnienia wynosiła 44 osoby/km² (wśród 1421 gmin Górnej Normandii Rouvray plasuje się na 785 miejscu pod względem liczby ludności, natomiast pod względem powierzchni na miejscu 863).